# ファブリカ・ダルミ・ピエトロ・ベレッタ

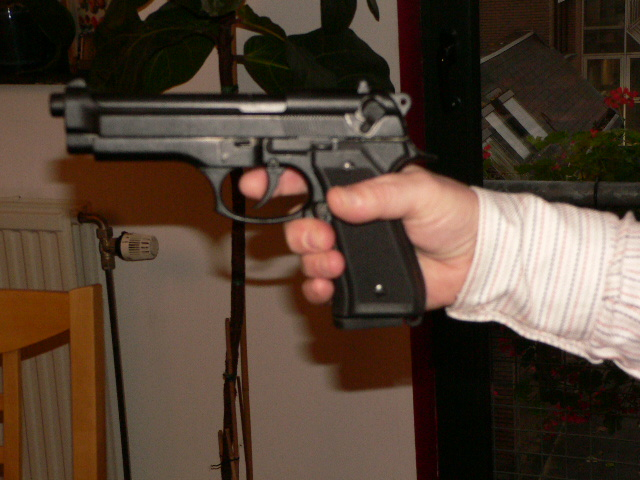
M92

ファブリカ・ダルミ・ピエトロ・ベレッタ（伊: Fabbrica d'Armi Pietro Beretta、ピエトロベレッタ火器工業）は、イタリアの大手銃器メーカー。本社はイタリア北部ブレシア郊外のガルドーネ・ヴァル・トロンピアにある。家業歴200年以上の企業のみ加盟を許される老舗企業の国際組織、エノキアン協会の加盟企業である。
現在は拳銃、ライフル銃、短機関銃、散弾銃などの幅広い銃器類を生産している。これらは軍用・警察用・民間用・競技用として世界各国で使用されている。
現在、フィンランドの小銃メーカー、SAKO社とその傘下のティッカ社を買収し、傘下に置いている。

## 歴史
ベレッタ社の設立は公式な記録では1680年であるが、それ以前からベレッタ家は銃器の製造を行っていた。最も古いものでは1526年にヴェネツィアがマエストロ・バルトロメオ・ベレッタ（ここでの「マエストロ」は名前ではなく“親方”の意で敬称）に対しマスケット銃を注文したという記録が同社に保管されている。
ピエトロ・ベレッタ（1791年 – 1853年）はベレッタ社の中興の祖と言われ、ピエトロはベレッタ社の生産設備を近代化し軍用、民間用のマーケットで成功に導いた。
第一次世界大戦中、ピストル不足に悩むイタリア軍からの発注でM1915を開発。これをきっかけにイタリア最大の拳銃メーカーとなる。
1934年にはM1934がイタリア軍の制式拳銃として採用される。第二次世界大戦ではイタリア軍に武器を供給したがイタリア政府の降伏後、一時的にドイツに接収される。終戦後、残った部品を集めM1934の生産を再開した。
1956年のメルボルンオリンピックのクレー射撃でベレッタ社の銃が初めて金メダルを獲得した。その後もオリンピックや世界選手権で数多くのメダルを勝ち取っている。
1985年には、アメリカ陸軍がコルトM1911A1の後継拳銃に92FをM9として正式採用する。

## 主要製品

### 拳銃
- リボルバー モデル1
- M1915
- M1934
- M1951
- 21ボブキャット（英語版）
- 3032 トムキャット（英語版）
- 950 ジェットファイア
- ベレッタ 70（英語版）
- 84
- 90
- 92
- 93R
- 8000 クーガー
- ベレッタ9000S
- Px4 Storm
- 90-TWO
- ベレッタ ナノ（英語版）
- ベレッタ ピコ（英語版）
- APX

### 短機関銃
- ベレッタ Model1918
- ベレッタ Modello 1938A
- ベレッタ M3
- ベレッタ M12
- ベレッタ Mx4
- ベレッタ PMX

### 小銃
- BM59
- AR70
  - SC70
  - SCP70
  - SCS70
- AR70/90
  - AR70/90S
  - SC70/90
  - SCS70/90
- Rx4 Storm
- Cx4 Storm
- ARX160 (en)

- モデル500

### 散弾銃
- A300
- A400
- AL390（英語版）
- AL391（英語版）
- M1200FP（英語版）
- M1201FP（英語版）
- AL391・エクストリーマ2（英語版）
- M1301（英語版）
- M2
- M3P（フランス語版）Beretta M3PM3P
- シルバーピジョン（英語版）
- S56（イタリア語版）
- S58（イタリア語版）
- S682（英語版）
- DT-10（英語版）
- S2（イタリア語版）
- SO 5 グランプリ
- Tx4・ストーム（英語版）

### 機関銃
- ブレダM37重機関銃
- AR70/78 LMG
- AR70/90 LMG (en)
- MG42/59(ラインメタルMG3のライセンス生産）

### タクティカルペン
- タクティカルペン
  - TKX テーパード